# Tafarella
Dans le monde de la tauromachie, la tafarella est une passe de cape que le matador exécute à deux mains pour donner la sortie au taureau.

## Description
Le matador prépare la cape comme pour une véronique, mais il inverse ses mains et présente à l'animal le côté jaune de l'étoffe en orientant sa sortie. Le taureau passe alors « sous » le capote. Cette suerte a été brillamment reprise par El Juli et par les jeunes toreros du XXIe siècle, dont beaucoup sont de grands capeadors, car ils ont d'abord toréé en Amérique latine où l'on  privilégie beaucoup le premier tercio de la lidia. La tafarella est une passe difficile car il faut bien évaluer la vitesse du taureau et la distance à laquelle il se situe au moment où le matador doit soulever la cape sans se découvrir.